# 婚前一叮
《婚前一叮》（英語：The Family Stone）是一套2005年的美國喜劇片，由湯馬士·畢素查執導，莎拉·潔西卡·帕克、克萊兒·丹妮絲、黛安·基顿、瑞秋·麥亞當斯、狄莫·慕朗尼、格雷格·T·尼尔森、盧克·威爾遜及伊莉莎白·瑞瑟等主演。電影描述一名女子跟著男朋友回他老家過聖誕時，見他家人後發生的故事。

## 演員表
斯通一家
- 黛安·基顿 飾 Sybil Stone，斯通家堅定、不拘於傳統的女家長。基顿是最先挑選的演員。[2]
- 格雷格·T·尼尔森 飾 Kelly Stone，Sybil的丈夫，一名60多歲的大學教授。
- 狄莫·慕朗尼 飾 阿發（Everett Stone），Sybil及Kelly的長子，一名成功的曼哈頓行政人員。
- 盧克·威爾遜 飾 阿賓（Ben Stone），阿發的弟弟，電影剪接師，大麻用家，在加州伯克利住。
- 伊莉莎白·瑞瑟 飾 Susannah Stone Trousdale，斯通家長女，家庭主婦，育有一女，正懷有第二胎。
- Tyrone Giordano 飾 Thad Stone，斯通家么子，聾人，同性戀，建築師，住在波士頓，正在和伴侶Patrick考慮領養小孩。畢素查為了這角色特別請來了一名美國手語教師。[2]
- 瑞秋·麥亞當斯 飾 阿美（Amy Stone），斯通家么女，教師，正修讀碩士課程；曾見過美迪，第一眼已不喜歡她。

其他角色
- 莎拉·潔西卡·帕克 飾 美迪（Meredith Morton），阿發的女友，緊張不定的紐約女強人，與男友家人最初相處得不大好。
- 克萊兒·丹妮絲 飾 茱莉（Julie Morton），美迪的妹妹，在一間給予藝術家贈金的基金會工作。在姊姊生命一團糟時，到斯通家幫助姊姊。
- Brian J. White 飾 Patrick Thomas，Thad的伴侶。
- Jamie Kaler 飾 John Trousdale，Susannah的丈夫，兩名孩子的父親
- Paul Schneider 飾 Brad Stevenson，阿美的前男友。
- Bryce Harris 飾 Baby Gus

## 外部連結
- 互联网电影数据库（IMDb）上《婚前一叮》的资料（英文）
- AllMovie上《婚前一叮》的资料（英文）
- Box Office Mojo上《婚前一叮》的資料（英文）
- 爛番茄上《婚前一叮》的資料（英文）
- Metacritic上《婚前一叮》的資料（英文）